# Mycetophila olivae
Mycetophila olivae är en tvåvingeart som beskrevs av Duret 1983. Mycetophila olivae ingår i släktet Mycetophila och familjen svampmyggor. Inga underarter finns listade i Catalogue of Life.